# Neohipparchus grearia
Neohipparchus grearia är en fjärilsart som beskrevs av Charles Oberthür 1916. Neohipparchus grearia ingår i släktet Neohipparchus och familjen mätare. Inga underarter finns listade i Catalogue of Life.